# بارنی یوئل
بارنی یوئل (انگلیسی: Barney Ewell؛ ۲۵ فوریه ۱۹۱۸ – ۴ آوریل ۱۹۹۶) دونده اهل ایالات متحده آمریکا بود.
وی در مسابقات کشوری و بین‌المللی در مجموع برندهٔ ۱ مدال طلا، ۲ مدال نقره شده‌است.